# Ральф, Елена
Елена Ральф (род. 1983, Донецк, УССР) — Мисс Израиль 2005, представительница Израиля на конкурсе красоты Мисс Вселенная 2005 года, соучредитель компании Ralph Diamonds.

## Детство
Елена Ральф родилась 27 ноября 1983 года в городе Донецке в семье инженеров, росла разносторонне развитым ребёнком — занималась живописью, посещала танцевальную студию, плавательный бассейн, много внимания уделяла изучению иностранных языков.
в 2001 году после окончания школы решает самостоятельно переехать в Израиль, где поступает в Тель-Авивский университет на факультет политологии и социологии.

## Достижения
Первые шаги в модельном направлении были сделаны Леной в возрасте 13 лет . Затем в возрасте 15 лет она поступает в школу моделей при модельном агентстве «Лия». В это время Лена принимает участие во многих показах, является моделью таких известных стилистов как Сергей Зверев и Вячеслав Дюденко.
Переехав в Израиль, с карьерой модели пришлось временно расстаться, сосредоточив все своё внимание на учёбе в университете. Однако судьба распорядилась по-своему. В 2004 году французская косметическая фирма L’oreal Paris совместно с израильским журналом «Le Isha» (Женщина) провела конкурс среди многих тысяч израильтянок с целью выбрать девушку года. Право выбора принадлежало самим читателям, которые путём голосования назвали победительницу. Ею стала Елена Ральф. На следующий день после победы девушку пригласили работать в ведущее израильское модельное агентство «Look». Так началась модельная карьера Лены в Израиле. В 2005 году она попала в отборочный тур ежегодного конкурса «Мисс Израиль» и одержала блестящую победу. В этом же году Елена очень достойно представила Израиль на конкурсе «Miss Universe» в Бангкоке (Таиланд), где она вошла в top-10 самых красивых девушек Вселенной.
после Елена представляла такие известные в мире компании, как Naf-Naf , Wella ,Loreal' — Paris…
Елена участвует в фото сессиях и показах, проводимых как в Израиле, так и за рубежом, в частности в Париже, Лондоне и Нью-Йорке. Высокие модельные данные девушки оценил известный израильский дизайнер Дани Мизрахи, избрав Лену лицом своей коллекции в 2009 году. Её фотографии украшают обложки многих журналов, она снимается в телевизионных программах. В том же году Елена приняла участие в популярном во всем мире реалити-шоу The Amazing Race, которое транслировалось на одном из центральных каналов телевидения.
В 2005 году создает ювелирную компанию Ralph Diamonds, производящую украшения по индивидуальным заказам -где, так же, является одним из дизайнеров .

## Благотворительность
Елена Ральф уделяет много времени благотворительной деятельности, в частности оказывая помощь детям-инвалидам. Для этой цели она осуществила миссию посланника доброй воли в США, Канаду и Австралию, где нашла понимание и отклик у многих людей.

## Хобби
Любимым хобби Елены является живопись.
Интересы- классическая музыка, балет и поэзия.